# Sibirischer Storchschnabel
Der Sibirische Storchschnabel (Geranium sibiricum) ist eine Pflanzenart aus der Gattung der Storchschnäbel (Geranium) in der Familie der Storchschnabelgewächse (Geraniaceae). Er wird nur sehr selten in Gärten kultiviert.

## Beschreibung

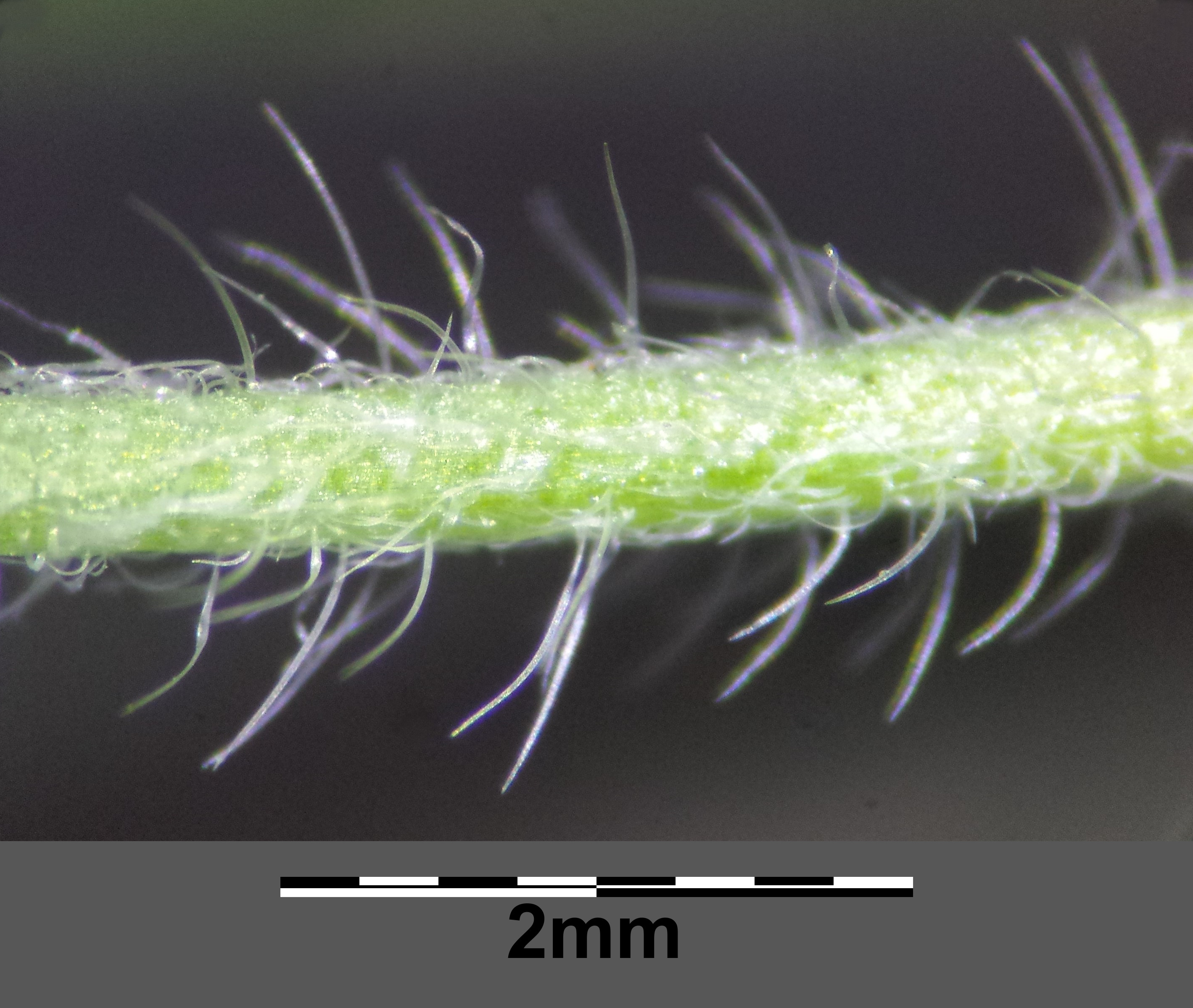
Blütenstiel mit abwärts gerichteten Haaren

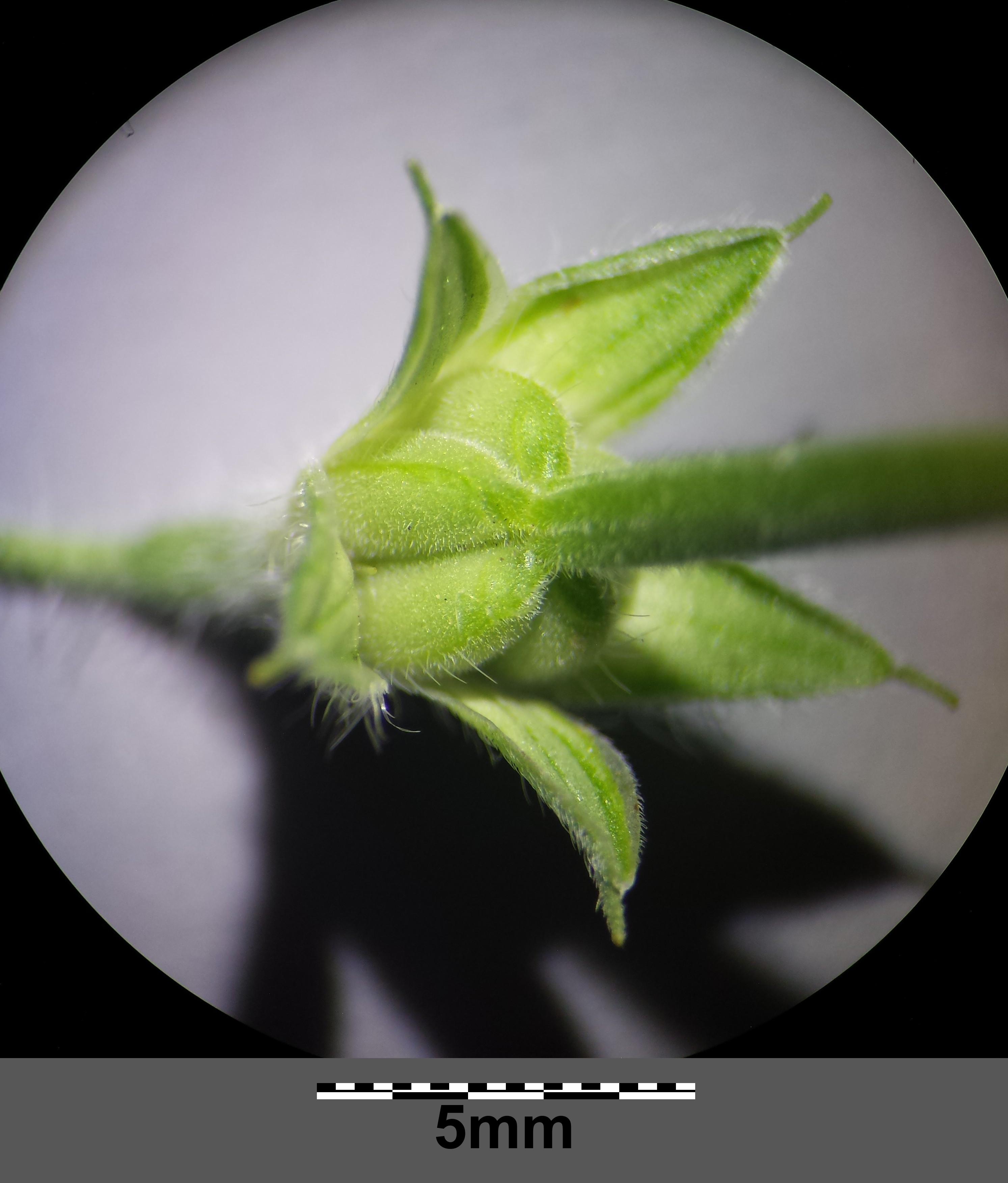
Behaarte Fruchtklappen

Blüte

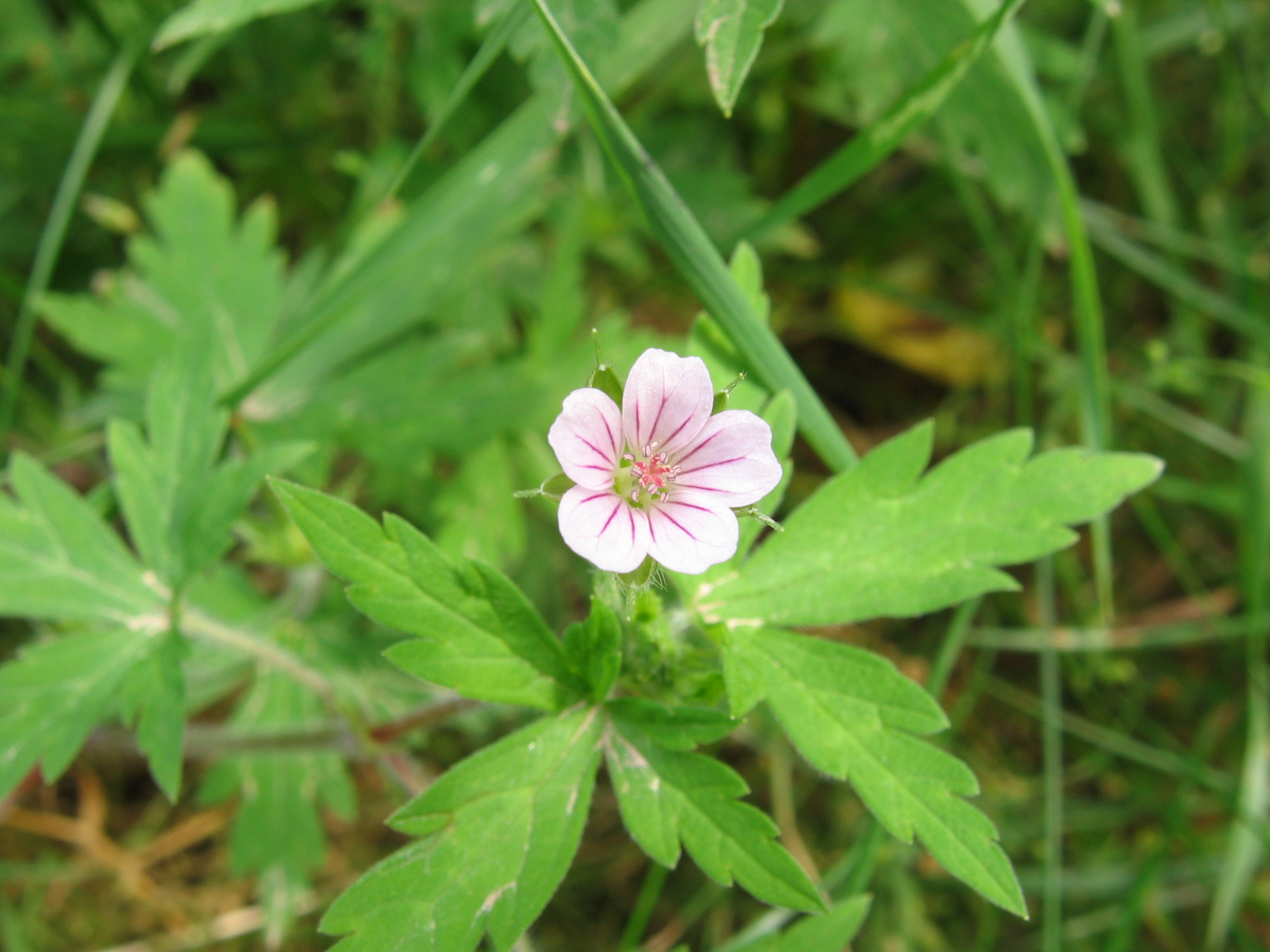
Sibirischer Storchschnabel (Geranium sibiricum)

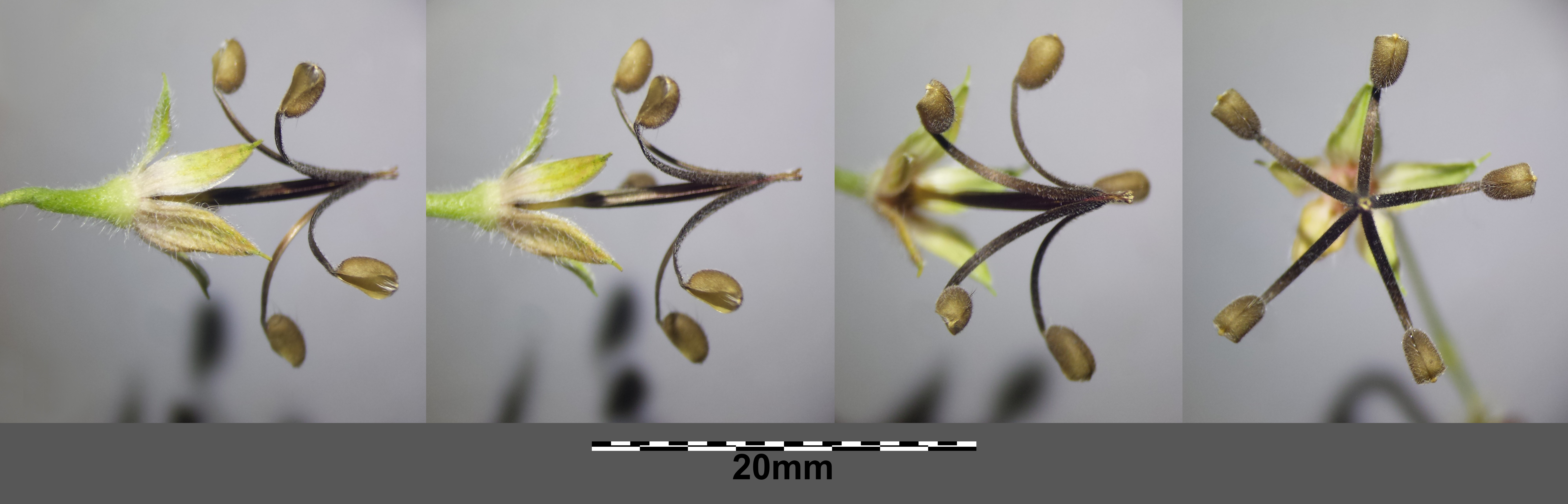
Geöffnete Frucht, Samen ausgeschleudert

Der Sibirische Storchschnabel ist eine ein- bis mehrjährige, krautige Pflanze. Die oberen Teile der Pflanze sind behaart. Die Grundblätter stehen in einer Rosette. Die 20 bis 25 mm langen und 35 bis 75 mm breiten Laubblätter sind tief handförmig in fünf bis sieben Blattlappen geteilt und die Blattlappen sind ziemlich grob und scharf gezähnt.
Im Vergleich zu den übrigen Arten der Gattung bildet er relativ wenige Blüten. In jeder Blattachsel werden höchstens zwei Blüten gebildet, an der Stängelspitze könne es aber vier sein. Die zwittrige, radiärsymmetrische, fünfzählige Blüte weist einen Durchmesser 1,0 bis 1,4 Zentimetern auf. Die eiförmigen Kelchblätter sind mit einer Länge von 4 bis 5 mm etwa so lang und gelegentlich sogar etwas länger als die weißen bis rosa mit violetten Streifen Kronblätter, die gleichfalls eiförmig sind. Die Staubfäden sind gelblich und die Staubbeutel sind bläulich. Die Narben sind gelblich. Die Spaltfrüchte sind 1,4 bis 1,9 cm lang.
Die Blütezeit ist Juni bis September.
Die Chromosomenzahl beträgt 2n = 28.

## Verbreitung und Standorte
Die Westgrenze seines Vorkommens liegt im Einzugsgebiet der Oder und im östlichen Österreich, wobei er an seinen Arealgrenzen selten vorkommt. Seit Beginn des 20. Jahrhunderts wird jedoch beobachtet, dass sich das Verbreitungsareal des Sibirischen Storchschnabels langsam gegen Westen verschiebt. Eine Ursache für diese Arealerweiterung ist bislang nicht bekannt.
Der Sibirische Storchschnabel besiedelt vorwiegend lichte Gebüsche in der Nähe von Gewässern sowie ortsnahes Ödland. Er ist in Mitteleuropa wohl eine Art der Verbände Aegopodion oder Alliarion.
Wie die meisten Storchschnäbel-Arten benötigt auch der Sibirische Storchschnabel einen nährstoffreichen Lehmboden. Er verträgt es außerdem, wenn dieser Lehmboden kalkhaltig und frisch ist.
Die ökologischen Zeigerwerte nach Landolt et al. 2010 sind in der Schweiz: Feuchtezahl F = 3 (mäßig feucht), Lichtzahl L = 3 (halbschattig), Reaktionszahl R = 4 (neutral bis basisch), Temperaturzahl T = 4+ (warm-kollin), Nährstoffzahl N = 4 (nährstoffreich), Kontinentalitätszahl K = 5 (kontinental).

## Taxonomie
Der Sibirische Storchschnabel wurde 1753 von Carl von Linné in Species Plantarum, Tomus 2, S. 683 erstbeschrieben. Synonyme sind Geranium ruthenicum R. Uechtr. und Granium sibiricum subsp. ruthenicum (R. Uechtr.) Nyman.